# Capilano—Howe Sound
Pour les articles homonymes, voir Capilano.
Capilano—Howe Sound est une ancienne circonscription électorale fédérale de la Colombie-Britannique, représentée de 1988 à 1997.
La circonscription de Capilano—Howe Sound est créée en 1987 avec des parties de Capilano et de Cariboo—Chilcotin. Abolie en 1996, elle est fusionnée avec des parties de North Island—Powell River et de North Vancouver pour créer la nouvelle circonscription de West Vancouver—Sunshine Coast.

## Géographie
En 1987, la circonscription de Capilano—Howe Sound comprenait:
- Le nord-ouest de la municipalité de district North Vancouver
- La municipalité de district de West Vancouver
- Une partie de la ville de Vancouver à l'ouest de la rivière Capilano
- Les villages de Lions Bay et de Lillooet
- Le district régional de Squamish-Lillooet

## Députés
1. 1988-1993 — Mary Collins, PC
2. 1993-1997 — Herb Grubel, PR

- PC = Parti progressiste-conservateur
- PR = Parti réformiste du Canada